# Neblinaea promontoriorum
Neblinaea es un género monotípico de plantas fanerógamas de la familia de las asteráceas. Su única especie: Neblinaea promontoriorum, Es originaria de Sudamérica.

## Descripción
Se encuentra en el norte de la Amazonia en Brasil y Venezuela. También en otros lugares.

## Taxonomía
Neblinaea promontoriorum fue descrita por Maguire & Wurdack y publicado en Memoirs of the New York Botanical Garden 9: 392. 1957.